# Walter Zevallos
Walter Zevallos (Nazca, 15 aprile 1973) è un ex calciatore peruviano, di ruolo difensore.

## Carriera

### Club
Ha giocato nella prima divisione peruviana.

### Nazionale
Ha partecipato alla Copa América 2001.

## Palmarès

### Club

#### Competizioni nazionali
- Campionato peruviano: 2

Alianza Lima: 2001, 2003